# Campus Notre-Dame-de-Foy
Le Campus Notre-Dame-de-Foy (CNDF) est un établissement d'enseignement collégial privé situé à Saint-Augustin-de-Desmaures, au Québec (Canada). Il offre le programme de formation préuniversitaire ainsi que plusieurs programmes de formation technique et professionnelle.

## Programmes
- Formation préuniversitaire
  - Musique
  - Sciences de la nature
  - Sciences humaines
- Formation technique et professionnelle[1]
  - Commercialisation de la mode
  - Design de mode
  - Soins préhospitaliers d'urgence
  - Intervention en sécurité incendie (DEP)
  - Techniques de sécurité incendie (DEC)
  - Techniques d’éducation à l’enfance
  - Techniques policières
  - Techniques professionnelles de musique et chanson
  - Technologie de l’estimation en bâtiment
  - Technologie de l’évaluation immobilière
  - Thanatologie
- Formation continue (AEC)
  - Composition musicale et techniques audio à l’image
  - Éducation à la petite enfance 0-6 ans
  - Enregistrement et sonorisation
  - Pilotage professionnel d’hélicoptère
  - Services-conseils aux familles et préarrangements funéraires
  - Spécialisation en prévention des incendies
  - Techniques d’intervention en milieu correctionnel
  - Technologie de l’estimation en bâtiment
  - Technologie de l’évaluation immobilière[2]

## Histoire
Le Campus Notre-Dame-de-Foy a été fondé en 1965 sous le nom de École normale de Notre-Dame-de-Foy. Œuvre de l'architecte Jean-Marie Roy, le campus a été classé comme site patrimonial par le ministère de la Culture et des Communications le 1er septembre 2016.

## Association étudiante
À la suite d'un référendum, l'association étudiante s'est affiliée en 2013 à la Fédération étudiante collégiale du Québec.